# ジュリア・ブレイク
ジュリア・ブレイク（Julia Blake,  1936年 - ）は、イギリス出身でオーストラリアの女優である。

## 来歴
1936年、イギリスロンドンに生まれる。オーストラリアで活躍する女優として知られ、数多くのオーストラリア映画へ出演。1963年にテレビでデビュー。1978年にはオーストラリア製作のホラー映画『パトリック』で劇場映画デビューを果たし、順調にキャリアを築き上げる。1990年に出演した『ファーザー』では、マックス・フォン・シドー、キャロル・ドリンクウォーターらと共演し、かつて家族がナチスに迫害され、数十年後にシドー演じるナチス将校と再会する被害女性を演じて印象を残した。2000年には『もういちど』で主役を演じ、オーストラリアでロケが行われたハリウッド映画『ダーク・フェアリー』や『ウルヴァリン:X-MEN ZERO』などへも顔を見せている。

## 出演作品

### 映画
- パトリック Patrick (1978)
- The Getting of Wisdom (1978)
- わが青春の輝き My Brilliant Career (1979)
- スナップショット Snapshot (1979)
- Lonely Hearts (1982)
- Man of Flowers (1983)
- My First Wife (1984)
- An Indecent Obsession (1985)
- The Dunera Boys (1985) ※テレビ映画
- カクタス Cactus (1986)
- Travelling North (1987)
- ジョージア Georgia (1988)
- Il Magistrato (1989)
- ファーザー Father (1989)
- Edens Lost (1991) ※テレビ映画
- マッシュルーム Mushrooms (1995)
- ミッシング・イヤーズ/禁じられた愛 The Thorn Birds: The Missing Years (1996) ※テレビ映画
- ホーリー・ブライド Hotel de Love (1996)
- パッション/パーシー・グレインジャー、その秘密の生活 Passion (1999)
- もういちど Innocence (2000)
- フォレスト The Forest (2003)
- 死霊伝説 セーラムズ・ロット 'Salem's Lot (2004) ※テレビ映画
- ヒューマン・タッチ Human Touch (2004)
- 愛しのアクアマリン Aquamarine (2006)
- The Society Murders (2006) ※テレビ映画
- ウルヴァリン:X-MEN ZERO Uruvarin: X-Men Zero (2009)
- The Boys Are Back (2009)
- マッチング・ジャック Matching Jack (2010)
- ダーク・フェアリー Don't Be Afraid of the Dark (2010)
- ラスト・ダンス Last Dance (2012)
- Is This the Real World (2014)

### テレビドラマ
- Consider Your Verdict (1963, 1965)
- Bellbird (1967)
- Division 4 (1965, 1973)
- Matlock Police (1973, 1975)
- ホミサイド Homicide (1975)
- Against the Wind (1978)
- Twenty Good Years (1979)
- Locusts and Wild Honey (1980)
- プリズナー Prisoner (1981 - 1986)
- Sword of Honour (1986)
- Driven Crazy (1998)
- A Difficult Woman (1998)
- SeaChange (1999)
- Blue Heelers (2001)
- All Saints (2004)
- The Starter Wife (2007)
- City Homicide (2007)
- Bed of Roses (2008 - 2011)
- Mr & Mrs Murder (2013)
- Miss Fisher's Murder Mysteries (2013)

## 参照
1. ↑  “Julia Blake Biography”. 2014年8月2日閲覧。